# Peter Duryea
Peter Duryea (14. července 1939 Los Angeles, Kalifornie – 24. března 2013) byl americký herec. Pochází z umělecké rodiny, jeho otec Dan Duryea byl ve 40. a 50. letech 20. století známým filmovým hercem. Herecká aktivita Petera Duryey spadá především do 60. let 20. století, objevil v přibližně 30 filmech (např. Taggart nebo Lt. Robin Crusoe, U.S.N.) a řadě televizních seriálů (Kraft Suspense Theatre, Bob Hope Presents the Chrysler Theatre, Combat!, Dragnet či Family Affair). Jednou z jeho významnějších rolí byla postava poručíka Josého Tylera, navigátora hvězdné lodi USS Enterprise v pilotní epizodě „Klec“ sci-fi seriálu Star Trek.
Po smrti svého otce v roce 1968 se na začátku 70. let 20. století přestěhoval do Britské Kolumbie, kde se věnoval tvorbě ekologických a sociálních dokumentů. Ke konci svého života vedl neziskovou organizaci Guiding Hands Recreation Society.